# I tre del mazzo selvaggio
I tre del mazzo selvaggio (Pancho Villa) è un film del 1972 diretto da Eugenio Martín.

## Trama
Il rivoluzionario messicano Pancho Villa sfugge all'arresto grazie all'aiuto dell'amico Scotty, e assalta un treno in corsa per liberarlo.